# (39429) Annebrontë
Pour les articles homonymes, voir Brontë.
(39428) Annebrontë  est un astéroïde de la ceinture principale. Il porte le nom de la romancière britannique Anne Brontë (1820-1849).
Il a été découvert le 29 septembre 1973 à l'observatoire Palomar.